# Нельсон, Синди
Си́нтия Ли Не́льсон (англ. Cynthia Lee Nelson; род. 19 августа 1955, Лутсен) — американская горнолыжница, специалистка по слалому, гигантскому слалому, скоростному спуску и комбинации. Выступала за сборную США по горнолыжному спорту в 1971—1985 годах, бронзовая призёрка зимних Олимпийских игр в Инсбруке, победительница шести этапов Кубка мира, обладательница двух серебряных медалей чемпионатов мира.

## Биография
Синди Нельсон родилась 19 августа 1955 года в тауншипе Лутсен на северо-востоке штата Миннесота, США. Её семья содержала небольшой горнолыжный курорт, и в возрасте трёх лет девочка уже уверенно стояла на лыжах. Специализировалась на скоростном спуске, но также выступала и в других горнолыжных дисциплинах.
В 1971 году в шестнадцать лет уже вошла в основной состав американской национальной сборной и дебютировала на международном уровне, в частности в дебютном сезоне на Кубке мира дважды сумела войти в топ-15 скоростного спуска. Рассматривалась в числе кандидаток на участие в зимних Олимпийских играх 1972 года в Саппоро, однако буквально за две недели до начала Игр из-за полученного вывиха бедра вынуждена была отказаться от этой поездки.
Первого серьёзного успеха на взрослом международном уровне добилась в январе 1974 года, когда выиграла скоростной спуск на этапе Кубка мира в швейцарском Гриндевальде, став тем самым первой американской горнолыжницей, сумевшей выиграть в данной дисциплине. Выступила на чемпионате мира в Санкт-Морице, где показала одиннадцатый результат в слаломе и восемнадцатый в скоростном спуске.
Благодаря череде удачных выступлений удостоилась права защищать честь страны на Олимпийских играх 1976 года в Инсбруке, причём была выбрана в качестве знаменосца США на церемонии открытия. В итоге заняла 13 место в слаломе, 21 место в гигантском слаломе, тогда как в скоростном спуске завоевала бронзовую олимпийскую медаль, уступив только немке Рози Миттермайер и австрийке Бригитте Точниг.
После инсбрукской Олимпиады Нельсон осталась в составе главной горнолыжной команды США и продолжила принимать участие в крупнейших международных соревнованиях. Так, в 1978 году она стартовала на мировом первенстве в Гармиш-Партенкирхене, где заняла 30 место в слаломе, 15 место в гигантском слаломе, пятое место в скоростном спуске и шестое в комбинации. Добавила в послужной список ещё несколько наград, полученных на различных этапах Кубка мира.
В 1980 году представляла страну на домашних Олимпийских играх в Лейк-Плэсиде — на сей раз попасть в олимпийских дисциплинах в число призёров не смогла, была одиннадцатой в слаломе, тринадцатой в гигантском слаломе и седьмой в скоростном спуске. Тем не менее, отсюда она привезла награду серебряного достоинства, полученную в комбинации в зачёте разыгрывавшегося здесь первенства мира — по сумме очков пропустила вперёд только титулованную представительницу Лихтенштейна Ханни Венцель.
На чемпионате мира 1982 года в Шладминге Нельсон выиграла серебряную медаль в скоростном спуске, уступив лишь канадке Джерри Соренсен.
Находясь в числе лидеров американской национальной сборной, благополучно прошла отбор на Олимпийские игры 1984 года в Сараево — стартовала здесь только в гигантском слаломе, показав в итоге восемнадцатый результат.
Впоследствии оставалась действующей профессиональной спортсменкой вплоть до 1985 года. В течение своей долгой спортивной карьеры в общей сложности 123 раза попадала в десятку сильнейших на этапах Кубка мира, 26 раз поднималась на подиум, в том числе на шести этапах одержала победу (наивысший результат в общем зачёте — четвёртое место). Является первой представительницей Северной Америки, сумевший выиграть этап Кубка мира в супергиганте.
Была представлена на коллекционных карточках Supersisters.